# Clausenia guineensis
Clausenia guineensis är en stekelart som beskrevs av Kerrich 1967. Clausenia guineensis ingår i släktet Clausenia och familjen sköldlussteklar.
Artens utbredningsområde är:
- Kamerun.
- Ghana.
- Nigeria.

Inga underarter finns listade i Catalogue of Life.